# Fritz Steinmeyer
Fritz Steinmeyer (* 8. Dezember 1918 in Toledo/Ohio; † 29. Juli 2008 in Hochaltingen) war ein deutscher Orgelbauer.

## Leben
Fritz Steinmeyer war der ältere Sohn des Orgelbauers Hans Steinmeyer und seiner Ehefrau Anne, geb. Langhorst (1892–1993). 1920 übersiedelte die Familie aus den USA nach Oettingen in Bayern. Nach 11 Jahren Schulzeit in Oettingen ging er noch zwei Jahre auf ein Münchner Gymnasium, wo er 1937 das Abitur machte. Anschließend leistete er ein halbes Jahr Reichsarbeitsdienst ab. Noch vor Ablauf seines zweijährigen Wehrdienstes begann der II. Weltkrieg und er wurde zum Kriegsdienst eingezogen.
Nach dem Krieg machte er eine Orgelbauerlehre im elterlichen Betrieb, die er 1949 mit der Abschlussprüfung beendete. Im Jahr 1950 wurde er Mitinhaber der Firma. 1955 machte er die Meisterprüfung zum Orgelbauer. 1967 übernahm er von seinem Vater die Nachfolge als Geschäftsführer der Firma G. F. Steinmeyer & Co.
Im Jahr 1967 wurde er auch zum Vorsitzenden des Bund Deutscher Orgelbaumeister gewählt. Dieses Amt hatte er bis 1974 inne.
Im Jahr 1993 übergab er aus Altersgründen seinem Vetter Paul Steinmeyer die Geschäftsleitung.

## Orgelbau
Unter der Leitung von Fritz Steinmeyer hat das Unternehmen ungefähr 240 neue Orgeln gebaut.
Einige bedeutende Neubauten waren:
- 1955, Opus 1937: Nürnberg, Ev. Christuskirche, mit III/49
- 1967, Opus 2177: Düren, Ev. Christuskirche, mit IV/65
- 1968, Opus 2192: Pforzheim,  Ev. Stadtkirche, mit IV/61
- 1969, Opus 2218: Bad Wörishofen, Ev. Erlöserkirche, mit IV/39
- 1972, Opus 2263: Augsburg, Kongresshalle, mit IV/65
- 1987, Opus 2383: Zürich, Tonhalle, mit IV/68. Den Auftrag zum Bau der Orgel hatte ursprünglich Detlef Kleuker († 1988) erhalten. Aus gesundheitlichen Gründen überließ er mit Einvernehmen des Auftraggebers die Ausführung Steinmeyer, ausgenommen der Intonation durch N. Bloningen aus Bielefeld.[2]

Windladen
Ab Beginn der 1960er Jahre baute die Firma Steinmeyer hauptsächlich Schleifladen mit mechanischer Spieltraktur und immer weniger Taschenladen, für die sie einst berühmt waren.

## Restaurierungen
Ab 1966 ging der Bedarf an Orgel-Neubauten stark zurück, gleichzeitig verstärkte sich der Konkurrenzdruck. Steinmeyer verlegte sich deswegen zunehmend auf Restaurierungen. Einige bemerkenswerte Beispiele sind:
- 1981, Kaisheim, Klosterkirche: Steinmeyer-Orgel op. 348 von 1888 mit II/25 mit umfangreichen historischen Bestand von 1792.
- 1990, Maihingen Klosterkirche: Orgel mit II/22 von Joh. Martin Baumeister aus Eichstätt von 1734/1737.
- 1990, Kloster Triefenstein: Rekonstruktion und Wiederherstellung der Orgel mit II/25 von 1785/1791 von Franz Zettler, Kitzingen.